# 108. Kongress der Vereinigten Staaten
Der 108. Kongress der Vereinigten Staaten beschreibt die Legislaturperiode von Repräsentantenhaus und Senat in den Vereinigten Staaten zwischen dem 3. Januar 2003 und dem 3. Januar 2005. Alle 435 Abgeordneten des Repräsentantenhauses sowie 33 der 100 Senatoren (Klasse II) waren am 5. November 2002 in den Kongresswahlen gewählt worden. Der Kongress tagte in der amerikanischen Bundeshauptstadt Washington, D.C.

## Die wichtigsten Gesetze
In den beiden Sitzungsperioden des 108. Kongresses – die erste dauerte vom 7. Januar bis zum 8. Dezember 2003, die zweite vom 20. Januar bis zum 9. Dezember 2004 – wurden unter anderem folgende Bundesgesetze verabschiedet (siehe auch: Gesetzgebungsverfahren):
- 9. April 2003: PROTECT Act, 108-21
- 5. November 2003: Partial-Birth Abortion Ban Act, PL 108-105

## Zusammensetzung nach Parteien

### Repräsentantenhaus
| Partei | Partei                 | Abgeordnete | Stimmenanteil | Delegierte und Resident Commissioner | Anmerkungen                     |
| ------ | ---------------------- | ----------- | ------------- | ------------------------------------ | ------------------------------- |
|        | Republikanische Partei | 229         | 52 %          | 1                                    |                                 |
|        | Demokratische Partei   | 205         | 47 %          | 4                                    |                                 |
|        | Unabhängige            | 1           | 0,2 %         | -                                    | Neigt zur Demokratischen Partei |
|        | Leerstehende Sitze     | 0           | 0 %           | -                                    |                                 |
| Summe  | Summe                  | 435         |               | 5                                    |                                 |

### Senat
| Partei | Partei                 | Senatoren | Anmerkungen                        |
| ------ | ---------------------- | --------- | ---------------------------------- |
|        | Republikanische Partei | 51        |                                    |
|        | Demokratische Partei   | 48        |                                    |
|        | Unabhängige            | 1         | Tendiert zur Demokratischen Partei |
| Summe  | Summe                  | 100       |                                    |

## Amtsträger

### Repräsentantenhaus
| Amt | Amt                               | Name           | Wahlkreis   | Amtszeit      |
| --- | --------------------------------- | -------------- | ----------- | ------------- |
|     | Sprecher des Repräsentantenhauses | Dennis Hastert | Illinois-14 | 1999 bis 2007 |

#### Führung der Mehrheitspartei
| Amt | Amt             | Name      | Wahlkreis  | Amtszeit                    |
| --- | --------------- | --------- | ---------- | --------------------------- |
|     | Mehrheitsführer | Tom DeLay | Texas-22   | 2003 bis 28. September 2005 |
|     | Mehrheitswhip   | Roy Blunt | Missouri-7 | 2003 bis 2007               |

#### Führung der Minderheitspartei
| Amt | Amt               | Name         | Wahlkreis     | Amtszeit      |
| --- | ----------------- | ------------ | ------------- | ------------- |
|     | Minderheitsführer | Nancy Pelosi | Kalifornien-8 | 2003 bis 2007 |
|     | Minderheitswhip   | Steny Hoyer  | Maryland-5    | 2003 bis 2007 |

### Senat
| Amt | Amt                   | Name        | Partei                 | Bundesstaat | Amtszeit      |
| --- | --------------------- | ----------- | ---------------------- | ----------- | ------------- |
|     | Präsident des Senats  | Dick Cheney | Republikanische Partei | Wyoming     | Seit 2001     |
|     | Präsident pro tempore | Ted Stevens | Republikanische Partei | Alaska      | 2003 bis 2007 |

#### Führung der Mehrheitspartei
| Amt | Amt             | Name            | Bundesstaat | Amtszeit      |
| --- | --------------- | --------------- | ----------- | ------------- |
|     | Mehrheitsführer | Bill Frist      | Tennessee   | 2003 bis 2007 |
|     | Mehrheitswhip   | Mitch McConnell | Kentucky    | 2003 bis 2007 |

#### Führung der Minderheitspartei
| Amt | Amt               | Name        | Bundesstaat  | Amtszeit      |
| --- | ----------------- | ----------- | ------------ | ------------- |
|     | Minderheitsführer | Tom Daschle | South Dakota | 2003 bis 2005 |
|     | Minderheitswhip   | Harry Reid  | Nevada       | 2003 bis 2005 |

## Senatsmitglieder
Siehe Liste der Mitglieder des Senats im 108. Kongress der Vereinigten Staaten

## Mitglieder des Repräsentantenhauses
Folgende Kongressabgeordnete vertraten im 108. Kongress die Interessen ihrer jeweiligen Bundesstaaten:
| Alabama 7 Wahlbezirke - 1. Jo Bonner (R) - 2. Terry Everett (R) - 3. Mike D. Rogers (R) - 4. Robert Aderholt (R) - 5. Robert E. Cramer (D) - 6. Spencer Bachus (R) - 7. Artur Davis (D) Alaska Staatsweite Wahl - Don Young (R) Arizona 8 Wahlbezirke - 1. Rick Renzi (R) - 2. Trent Franks (R) - 3. John Shadegg (R) - 4. Ed Pastor (D) - 5. J. D. Hayworth (R) - 6. Jeff Flake (R) - 7. Raúl Grijalva (D) - 8. Jim Kolbe (R) Arkansas 4 Wahlbezirke. - 1. Marion Berry (D) - 2. Vic Snyder (D) - 3. John Boozman (R) - 4. Mike Ross (D) Kalifornien 53 Wahlbezirke. - 1. Mike Thompson (D) - 2. Wally Herger (R) - 3. Doug Ose (R) - 4. John Doolittle (R) - 5. Bob Matsui (D) bis zum 1. Januar 2005, danach blieb der Sitz vakant - 6. Lynn Woolsey (D) - 7. George Miller (D) - 8. Nancy Pelosi (D) - 9. Barbara Lee (D) - 10. Ellen Tauscher (D) - 11. Richard Pombo (R) - 12. Tom Lantos (D) - 13. Pete Stark (D) - 14. Anna Eshoo (D) - 15. Mike Honda (D) - 16. Zoe Lofgren (D) - 17. Sam Farr (D) - 18. Dennis Cardoza (D) - 19. George Radanovich (R) - 20. Cal Dooley (D) - 21. Devin Nunes (R) - 22. Bill Thomas (R) - 23. Lois Capps (D) - 24. Elton Gallegly (R) - 25. Howard McKeon (R) - 26. David Dreier (R) - 27. Brad Sherman (D) - 28. Howard Berman (D) - 29. Adam Schiff (D) - 30. Henry Waxman (D) - 31. Xavier Becerra (D) - 32. Hilda Solis (D) - 33. Diane Watson (D) - 34. Lucille Roybal-Allard (D) - 35. Maxine Waters (D) - 36. Jane Harman (D) - 37. Juanita Millender-McDonald (D) - 38. Grace Napolitano (D) - 39. Linda Sánchez (D) - 40. Ed Royce (R) - 41. Jerry Lewis (R) - 42. Gary Miller (R) - 43. Joe Baca (D) - 44. Ken Calvert (R) - 45. Mary Bono Mack (R) - 46. Dana Rohrabacher (R) - 47. Loretta Sanchez (D) - 48. Christopher Cox (R) - 49. Darrell Issa (R) - 50. Randy Cunningham (R) - 51. Bob Filner (D) - 52. Duncan Hunter (R) - 53. Susan Davis (D) Colorado 7 Wahlbezirke - 1. Diana DeGette (D) - 2. Mark Udall (D) - 3. Scott McInnis (R) - 4. Marilyn Musgrave (R) - 5. Joel Hefley (R) - 6. Tom Tancredo (R) - 7. Bob Beauprez (R) Connecticut 5 Wahlbezirke - 1. John Larson (D) - 2. Rob Simmons (R) - 3. Rosa DeLauro (D) - 4. Christopher Shays (R) - 5. Nancy Johnson (R) Delaware Staatsweite Wahl - Michael Castle (R) Florida 25 Wahlbezirke - 1. Jeff Miller (R) - 2. Allen Boyd (D) - 3. Corrine Brown (D) - 4. Ander Crenshaw (R) - 5. Ginny Brown-Waite (R) - 6. Cliff Stearns (R) - 7. John Mica (R) - 8. Ric Keller (R) - 9. Michael Bilirakis (R) - 10. Bill Young (R) - 11. Jim Davis (D) - 12. Adam Putnam (R) - 13. Katherine Harris (R) - 14. Porter Goss (R) bis zum 24. September 2004, danach blieb der Sitz vakant - 15. Dave Weldon (R) - 16. Mark Foley (R) - 17. Kendrick Meek (D) - 18. Ileana Ros-Lehtinen (R) - 19. Robert Wexler (D) - 20. Peter R. Deutsch (D) - 21. Lincoln Diaz-Balart (R) - 22. E. Clay Shaw (R) - 23. Alcee Hastings (D) - 24. Tom Feeney (R) - 25. Mario Diaz-Balart (R) Georgia 13 Wahlbezirke - 1. Jack Kingston (R) - 2. Sanford Bishop (D) - 3. James C. Marshall (D) - 4. Denise Majette (D) - 5. John Lewis (D) - 6. Johnny Isakson (R) - 7. John Linder (R) - 8. Mac Collins (R) - 9. Charlie Norwood (R) - 10. Nathan Deal (R) - 11. Phil Gingrey (R) - 12. Max Burns (R) - 13. David Scott (D) Hawaii 2 Wahlbezirke - 1. Neil Abercrombie (D) - 2. Ed Case (D) ab dem 4. Januar 2003 Idaho 2 Wahlbezirke - 1. Butch Otter (R) - 2. Mike Simpson (R) Illinois 19 Wahlbezirke - 1. Bobby L. Rush (D) - 2. Jesse Jackson Jr. (D) - 3. Bill Lipinski (D) - 4. Luis Gutiérrez (D) - 5. Rahm Emanuel (D) - 6. Henry Hyde (R) - 7. Danny K. Davis (D) - 8. Phil Crane (R) - 9. Jan Schakowsky (D) - 10. Mark Kirk (R) - 11. Jerry Weller (R) - 12. Jerry Costello (D) - 13. Judy Biggert (R) - 14. Dennis Hastert (R) - 15. Tim Johnson (R) - 16. Donald Manzullo (R) - 17. Lane Evans (D) - 18. Ray LaHood (R) - 19. John Shimkus (R) Indiana 9 Wahlbezirke - 1. Pete Visclosky (D) - 2. Chris Chocola (R) - 3. Mark Souder (R) - 4. Steve Buyer (R) - 5. Dan Burton (R) - 6. Mike Pence (R) - 7. Julia Carson (D) - 8. John Hostettler (R) - 9. Baron Hill (D) Iowa 5 Wahlbezirke - 1. Jim Nussle (R) - 2. Jim Leach (R) - 3. Leonard Boswell (D) - 4. Tom Latham (R) - 5. Steve King (R) Kansas 4 Wahlbezirke. - 1. Jerry Moran (R) - 2. Jim Ryun (R) - 3. Dennis Moore (D) - 4. Todd Tiahrt (R) Kentucky 6 Wahlbezirke - 1. Ed Whitfield (R) - 2. Ron Lewis (R) - 3. Anne Northup (R) - 4. Ken Lucas (D) - 5. Hal Rogers (R) - 6. Ernie Fletcher (R) bis zum 9. Dezember 2003 - Ben Chandler (D) ab dem 7. Februar 2004 Louisiana 7 Wahlbezirke - 1. David Vitter (R) - 2. William J. Jefferson (D) - 3. Billy Tauzin (R) - 4. Jim McCrery (R) - 5. Rodney Alexander (D) wechselte während der Legislaturperiode zu (R) - 6. Richard H. Baker (R) - 7. Chris John (D) Maine 2 Wahlbezirke - 1. Tom Allen (D) - 2. Mike Michaud (D) Maryland 8 Wahlbezirke - 1. Wayne Gilchrest (R) - 2. Dutch Ruppersberger (D) - 3. Ben Cardin (D) - 4. Albert Wynn (D) - 5. Steny Hoyer (D) - 6. Roscoe Bartlett (R) - 7. Elijah Cummings (D) - 8. Chris Van Hollen (D) Massachusetts 10 Wahlbezirke - 1. John Olver (D) - 2. Richard Neal (D) - 3. Jim McGovern (D) - 4. Barney Frank (D) - 5. Marty Meehan (D) - 6. John F. Tierney (D) - 7. Ed Markey (D) - 8. Mike Capuano (D) - 9. Stephen Lynch (D) - 10. Bill Delahunt (D) Michigan 15 Wahlbezirke - 1. Bart Stupak (D) - 2. Pete Hoekstra (R) - 3. Vern Ehlers (R) - 4. David Lee Camp (R) - 5. Dale E. Kildee (D) - 6. Fred Upton (R) - 7. Nick H. Smith (R) - 8. Mike J. Rogers (R) - 9. Joe Knollenberg (R) - 10. Candice Miller (R) - 11. Thaddeus McCotter (R) - 12. Sander M. Levin (D) - 13. Carolyn Cheeks Kilpatrick (D) - 14. John Conyers (D) - 15. John Dingell Jr. (D) Minnesota 8 Wahlbezirke - 1. Gil Gutknecht (R) - 2. John Kline (R) - 3. Jim Ramstad (R) - 4. Betty McCollum (DFL = Democratic Farmer Labor Party) bundesweit zählt die Partei zu (D) - 5. Martin Olav Sabo (DFL) - 6. Mark Kennedy (R) - 7. Collin Peterson (DFL) - 8. Jim Oberstar (DFL) | Mississippi 4 Wahlbezirke - 1. Roger Wicker (R) - 2. Bennie Thompson (D) - 3. Chip Pickering (R) - 4. Gene Taylor (D) Missouri 9 Wahlbezirke - 1. William Lacy Clay (D) - 2. Todd Akin (R) - 3. Dick Gephardt (D) - 4. Ike Skelton (D) - 5. Karen McCarthy (D) - 6. Sam Graves (R) - 7. Roy Blunt (R) - 8. Jo Ann Emerson (R) - 9. Kenny Hulshof (R) Montana 1 Wahlbezirk (staatsweit) - 1. Denny Rehberg (R) Nebraska 3 Wahlbezirke - 1. Doug Bereuter (R) bis zum 31. August 2004, danach blieb der Sitz vakant - 2. Lee Terry (R) - 3. Tom Osborne (R) Nevada 3 Wahlbezirke - 1. Shelley Berkley (D) - 2. Jim Gibbons (R) - 3. Jon Porter (R) New Hampshire 2 Wahlbezirke - 1. Jeb Bradley (R) - 2. Charles Bass (R) New Jersey 13 Wahlbezirke - 1. Rob Andrews (D) - 2. Frank LoBiondo (R) - 3. Jim Saxton (R) - 4. Chris Smith (R) - 5. Scott Garrett (R) - 6. Frank Pallone (D) - 7. Mike Ferguson (R) - 8. Bill Pascrell (D) - 9. Steve Rothman (D) - 10. Donald M. Payne (D) - 11. Rodney Frelinghuysen (R) - 12. Rush D. Holt Jr. (D) - 13. Bob Menendez (D) New Mexico 3 Wahlbezirke - 1. Heather Wilson (R) - 2. Steve Pearce (R) - 3. Tom Udall (D) New York 29 Wahlbezirke - 1. Tim Bishop (D) - 2. Steve Israel (D) - 3. Peter T. King (R) - 4. Carolyn McCarthy (D) - 5. Gary Ackerman (D) - 6. Gregory Meeks (D) - 7. Joseph Crowley (D) - 8. Jerrold Nadler (D) - 9. Anthony Weiner (D) - 10. Ed Towns (D) - 11. Major Owens (D) - 12. Nydia Velázquez (D) - 13. Vito Fossella (R) - 14. Carolyn B. Maloney (D) - 15. Charles B. Rangel (D) - 16. José Serrano (D) - 17. Eliot Engel (D) - 18. Nita Lowey (D) - 19. Sue W. Kelly (R) - 20. John E. Sweeney (R) - 21. Michael R. McNulty (D) - 22. Maurice Hinchey (D) - 23. John M. McHugh (R) - 24. Sherwood Boehlert (R) - 25. James T. Walsh (R) - 26. Thomas M. Reynolds (R) - 27. Jack Quinn (R) - 28. Louise Slaughter (D) - 29. Amo Houghton (R) North Carolina 13 Wahlbezirke - 1. Frank Ballance (D) bis zum 9. Juni 2004 - G. K. Butterfield (D) ab dem 20. Juli 2004 - 2. Bob Etheridge (D) - 3. Walter B. Jones (R) - 4. David Price (D) - 5. Richard Burr (R) - 6. Howard Coble (R) - 7. Mike McIntyre (D) - 8. Robin Hayes (R) - 9. Sue Wilkins Myrick (R) - 10. Cass Ballenger (R) - 11. Charles H. Taylor (R) - 12. Mel Watt (D) - 13. Brad Miller (D) North Dakota 1 Wahlbezirk (staatsweit) - 1. Earl Pomeroy (D) Ohio 18 Wahlbezirke - 1. Steve Chabot (R) - 2. Rob Portman (R) - 3. Mike Turner (R) - 4. Michael Oxley (R) - 5. Paul Gillmor (R) - 6. Ted Strickland (D) - 7. Dave Hobson (R) - 8. John Boehner (R) - 9. Marcy Kaptur (D) - 10. Dennis Kucinich (D) - 11. Stephanie Tubbs Jones (D) - 12. Pat Tiberi (R) - 13. Sherrod Brown (D) - 14. Steve LaTourette (R) - 15. Deborah Pryce (R) - 16. Ralph Regula (R) - 17. Tim Ryan (D) - 18. Robert Ney (R) Oklahoma 5 Wahlbezirke - 1. John A. Sullivan (R) - 2. Brad Carson (D) - 3. Frank Lucas (R) - 4. Tom Cole (R) - 5. Ernest Istook (R) Oregon 5 Wahlbezirke - 1. David Wu (D) - 2. Greg Walden (R) - 3. Earl Blumenauer (D) - 4. Peter DeFazio (D) - 5. Darlene Hooley (D) Pennsylvania 19 Wahlbezirke - 1. Bob Brady (D) - 2. Chaka Fattah (D) - 3. Phil English (R) - 4. Melissa Hart (R) - 5. John E. Peterson (R) - 6. Jim Gerlach (R) - 7. Curt Weldon (R) - 8. James C. Greenwood (R) - 9. Bill Shuster (R) - 10. Don Sherwood (R) - 11. Paul E. Kanjorski (D) - 12. John Murtha (D) - 13. Joe Hoeffel (D) - 14. Michael F. Doyle (D) - 15. Pat Toomey (R) - 16. Joseph R. Pitts (R) - 17. Tim Holden (D) - 18. Tim Murphy (R) - 19. Todd Russell Platts (R) Rhode Island 2 Wahlbezirke - 1. Patrick Joseph Kennedy (D) - 2. James Langevin (D) South Carolina 6 Wahlbezirke. - 1. Henry E. Brown (R) - 2. Joe Wilson (R) - 3. J. Gresham Barrett (R) - 4. Jim DeMint (R) - 5. John Spratt (D) - 6. Jim Clyburn (D) South Dakota 1 Wahlbezirk (staatsweit) - 1. Bill Janklow (R) bis zum 20. Januar 2004 - Stephanie Herseth Sandlin (D) ab dem 1. Juni 2004 Tennessee 9 Wahlbezirke - 1. William L. Jenkins (R) - 2. Jimmy Duncan (R) - 3. Zach Wamp (R) - 4. Lincoln Davis (D) - 5. Jim Cooper (D) - 6. Bart Gordon (D) - 7. Marsha Blackburn (R) - 8. John S. Tanner (D) - 9. Harold Ford Jr. (D) Texas 32 Wahlbezirke - 1. Max Sandlin (D) - 2. Jim Turner (D) - 3. Sam Johnson (R) - 4. Ralph Hall (D) wechselte während der Legislaturperiode zu (R) - 5. Jeb Hensarling (R) - 6. Joe Barton (R) - 7. John Culberson (R) - 8. Kevin Brady (R) - 9. Nick Lampson (D) - 10. Lloyd Doggett (D) - 11. Chet Edwards (D) - 12. Kay Granger (R) - 13. Mac Thornberry (R) - 14. Ron Paul (R) - 15. Rubén Hinojosa (D) - 16. Silvestre Reyes (D) - 17. Charles Stenholm (D) - 18. Sheila Jackson Lee (D) - 19. Larry Combest (R) bis zum 31. Mai 2003 - Randy Neugebauer (R) ab dem 5. Juni 2003 - 20. Charlie Gonzalez (D) - 21. Lamar S. Smith (R) - 22. Tom DeLay (R) - 23. Henry Bonilla (R) - 24. Martin Frost (D) - 25. Chris Bell (D) - 26. Michael C. Burgess (R) - 27. Solomon P. Ortiz (D) - 28. Ciro Rodriguez (D) - 29. Gene Green (D) - 30. Eddie Bernice Johnson (D) - 31. John Carter (R) - 32. Pete Sessions (R) Utah 3 Wahlbezirke - 1. Rob Bishop (R) - 2. Jim Matheson (D) - 3. Chris Cannon (R) Vermont 1 Wahlbezirk (staatsweit) - 1. Bernie Sanders (Unabhängiger) Virginia 11 Wahlbezirke - 1. Jo Ann Davis (R) - 2. Ed Schrock (R) - 3. Bobby Scott (D) - 4. Randy Forbes (R) - 5. Virgil Goode (R) - 6. Bob Goodlatte (R) - 7. Eric Cantor (R) - 8. Jim Moran (D) - 9. Rick Boucher (D) - 10. Frank Wolf (R) - 11. Thomas M. Davis (R) Washington 9 Wahlbezirke - 1. Jay Inslee (D) - 2. Rick Larsen (D) - 3. Brian Baird (D) - 4. Doc Hastings (R) - 5. George Nethercutt (R) - 6. Norman D. Dicks (D) - 7. Jim McDermott (D) - 8. Jennifer Dunn (R) - 9. Adam Smith (D) West Virginia 3 Wahlbezirke - 1. Alan Mollohan (D) - 2. Shelley Moore Capito (R) - 3. Nick Rahall (D) Wisconsin 8 Wahlbezirke - 1. Paul Ryan (R) - 2. Tammy Baldwin (D) - 3. Ron Kind (D) - 4. Jerry Kleczka (D) - 5. Jim Sensenbrenner (R) - 6. Tom Petri (R) - 7. Dave Obey (D) - 8. Mark Andrew Green (R) Wyoming Staatsweite Wahlen - Barbara Cubin (R) |

Nicht stimmberechtigte Mitglieder im Repräsentantenhaus:
- Amerikanisch-Samoa
  - Eni Faleomavaega (D)
- District of Columbia
  - Eleanor Holmes Norton (D)
- Guam
  - Madeleine Bordallo (D)
- Puerto Rico:
  - Aníbal Acevedo Vilá (D)
- Amerikanische Jungferninseln
  - Donna Christian-Christensen (D)